# Costinha
Francisco José Rodrigues da Costa (Lisboa, 1 de diciembre de 1974), conocido deportivamente como Costinha, es un exfutbolista y entrenador de fútbol portugués que jugaba como mediocampista.  

## Trayectoria

### Como jugador
En su carrera en el fútbol portugués, su mejor etapa fue en el Oporto en la temporada 2003-04, cuando eliminaron al Manchester United en la Champions League y, ya en la final, se alzaría con el título venciendo por 3-0 al AS Mónaco. Tras una etapa menos exitosa en el equipo, fue traspasado al FC Dinamo Moscú junto a Maniche y Giourkas Seitaridis.
Tras su paso por Moscú, fichó por el Atlético de Madrid. No convenció ni al entrenador, ni a la directiva, ni a la afición por lo que se marchó al Atalanta.

### Selección nacional
Ha sido internacional con la selección de fútbol de Portugal en 53 ocasiones y ha marcado 2 goles. Llevó el brazalete de capitán de la selección portuguesa durante un amistoso ante Dinamarca el 1 de septiembre de 2006. Después, fue designado capitán del combinado nacional luso.

#### Participaciones en Copas del Mundo
| Mundial                        | Sede     | Resultado   |
| ------------------------------ | -------- | ----------- |
| Copa Mundial de Fútbol de 2006 | Alemania | Semifinales |

### Como entrenador
El 25 de febrero de 2010, fue anunciado como el nuevo director deportivo del Sporting Clube de Portugal.
En febrero de 2013 se convierte en el máximo responsable del primer plantel del Sport Clube Beira-Mar.
Posteriormente dirigió a Paços de Ferreira, Académica de Coimbra y Nacional de Madeira, con el cual consiguió el título de la Liga de Honra.

## Clubes

### Como jugador
| Club                | País     | Año       |
| ------------------- | -------- | --------- |
| Oriental            | Portugal | 1993-1995 |
| Machico             | Portugal | 1995-1996 |
| Nacional de Madeira | Portugal | 1996-1997 |
| Mónaco              | Francia  | 1997-2001 |
| Oporto              | Portugal | 2001-2005 |
| Dinamo de Moscú     | Rusia    | 2005-2006 |
| Atlético de Madrid  | España   | 2006-2007 |
| Atalanta            | Italia   | 2007-2010 |

### Como entrenador
| Club                 | País     | Año       | P  | PG | PE | PP | Efectividad |
| -------------------- | -------- | --------- | -- | -- | -- | -- | ----------- |
| Beira-Mar            | Portugal | 2013      | 11 | 2  | 2  | 7  | 24.24%      |
| Paços de Ferreira    | Portugal | 2013      | 14 | 2  | 2  | 10 | 19.05%      |
| Académica de Coimbra | Portugal | 2016-2017 | 48 | 20 | 13 | 15 | 50.69%      |
| Nacional             | Portugal | 2017-2019 | 80 | 28 | 22 | 30 | 44.17%      |

## Palmarés

### Como jugador

#### Campeonatos nacionales
| Título                | Club               | País     | Año         |
| --------------------- | ------------------ | -------- | ----------- |
| Supercopa de Francia  | AS Mónaco          | Francia  | 1997        |
| Ligue 1               | AS Mónaco          | Francia  | 1999 - 2000 |
| Supercopa de Francia  | AS Mónaco          | Francia  | 2000        |
| Primera División      | Fútbol Club Oporto | Portugal | 2002 - 2003 |
| Copa de Portugal      | Fútbol Club Oporto | Portugal | 2002-2003   |
| Supercopa de Portugal | Fútbol Club Oporto | Portugal | 2003        |
| Primera División      | Fútbol Club Oporto | Portugal | 2003 - 2004 |
| Supercopa de Portugal | Fútbol Club Oporto | Portugal | 2004        |

#### Copas internacionales
| Título                       | Club               | Sede          | Año  |
| ---------------------------- | ------------------ | ------------- | ---- |
| Copa de la UEFA              | Fútbol Club Oporto | Sevilla       | 2003 |
| Liga de Campeones de la UEFA | Fútbol Club Oporto | Gelsenkirchen | 2004 |
| Copa Intercontinental        | Fútbol Club Oporto | Yokohama      | 2004 |

### Como entrenador

#### Campeonatos nacionales
| Título                       | Club                | País     | Año  |
| ---------------------------- | ------------------- | -------- | ---- |
| Segunda División de Portugal | Nacional de Madeira | Portugal | 2018 |